# Сапунцов, Николай Фёдорович
Николай Фёдорович Сапунцов — советский хозяйственный, государственный и политический деятель, Герой Социалистического Труда.

## Биография
Родился в 1929 году в Херсонской области. Член КПСС.
С 1945 года — на хозяйственной, общественной и политической работе. В 1945—1989 гг. — слесарь, энергетик, машинист, старший машинист Славянской ГРЭС имени 50-летия Великой Октябрьской социалистической революции Министерства энергетики и электрификации Украинской ССР.
Указом Президиума Верховного Совета СССР от 3 января 1974 года присвоено звание Героя Социалистического Труда с вручением ордена Ленина и золотой медали «Серп и Молот».
Делегат XXV съезда КПСС.
Жил в Славянске.